# ويليام ك. بوند
ويليام ك. بوند (بالإنجليزية: William K. Bond)‏ هو محامي وسياسي أمريكي، ولد في 2 أكتوبر 1792 بمقاطعة سانت ماري في الولايات المتحدة، وتوفي في 17 فبراير 1864 بسينسيناتي في الولايات المتحدة. انتخب عضو مجلس النواب الأمريكي.